# Leon (Vorname)
Leon ist ein männlicher Vorname.

## Herkunft und Bedeutung
Für den Namen Leon kommen drei verschiedene Herleitungen in Frage:
- von Latein leo „Löwe“[1] bzw. griechisch λέων léōn „Löwe“[2][3][4]
- Kurzform germanischer Namen, die mit dem Element Leon-[1], von althochdeutsch lewo „Löwe“[5], beginnen[2]
- Kurzform von Napoleon[2]

## Verbreitung

### International
Der Name Leon erfreut sich international großer Beliebtheit.
Der Name wird in den Niederlanden seit 1930 alljährlich vergeben. Seit Anfang der 1970er Jahre befindet er sich in den Top-200. In den letzten 10 Jahren wurde der Name circa 1.300 Mal gewählt. In Belgien trat der Name im Jahr 2009 in die Top-100 der Vornamenscharts ein und gewann rasch an Popularität. Im Jahr 2021 belegte er Rang 11 der Hitliste. Ein ähnliches Bild zeigt sich für die Variante Léon, die etwas seltener gewählt wird (Rang 15, Stand 2021). Dagegen überwiegt in Frankreich die Variante Léon. Bereits im beginnenden 20. Jahrhundert zählte dieser Name zu den beliebtesten Jungennamen. Insbesondere ab den 1940er Jahren sank die Beliebtheit, bis der Name ab den 1970er Jahren nur noch selten vergeben wurde. Seit Mitte der 1990er Jahre steigt die Popularität des Namens. Im Jahr 2012 trat er erneut in die Top-100 der Vornamenscharts ein und erreichte im Jahr 2021 Rang 16 der Hitliste.
Der Name kommt in Tschechien seit 1937 regelmäßig in den Top-200 der Vornamenscharts vor. In Polen befindet sich der Name Leon aktuell im Aufwärtstrend. Belegte er im Jahr 2000 noch Rang 151 in den Vornamenscharts, erreichte er im Jahr 2021 bereits Rang 6 der Hitliste. Ein ähnliches Bild zeigt sich in Schweden, wo der Name im Jahr 2003 in die Hitliste der 100 meistgewählten Jungennamen eintrat. Im Jahr 2021 belegte der Name Rang 15 der Vornamenscharts. In Dänemark hat sich Leon seit 1985 jährlich in den Hitlisten etabliert. In Norwegen taucht der Name seit 1945 regelmäßig in den Vornamenscharts auf. Seit der Jahrtausendwende erlebt er einen Aufwärtstrend und befindet sich seit 2007 dauerhaft in den Top-50.
Auch in Kroatien zählt Leon zu den meistgewählten Jungennamen (Rang 17, Stand 2021). In Bosnien und Herzegowina befindet sich der Name seit 2009 in den Top-100. Der Name ist in Slowenien seit 1992 dauerhaft in den Hitlisten anzutreffen. Seit zehn Jahren liegt er fast jedes Jahr in den Top-30. Seine Vergabe ist auch in Liechtenstein und Finnland nachgewiesen.
In Italien ist der Name seit 2009 in den Top-200 mit einer steigenden Tendenz. Im Jahr 2023 belegte er Rang 118.

### Englischer Sprachraum
Leon gehört in England und Wales seit 1998 dauerhaft zu den 100 beliebtesten Jungennamen. Der Name hat sich in Schottland seit der Jahrtausendwende in den Top-100 etabliert. In Irland befindet sich der Name seit 1996 in den Top-100. Dahingegen taucht er in Nordirland seit 2009 nur hin und wieder in den Top-100 auf.
In den USA ist der Name seit 1880 jedes Jahr in der Namensgebung zu finden. Bis zu den 1960er Jahren lag er konstant in den Top-200, danach ließ seine Popularität stetig nach. Erst seit dem Jahr 2005 hat eine Trendumkehr eingesetzt und der Name wird in den letzten Jahren immer beliebter. Im Jahr 2023 belegte er Rang 148. Leon kommt in Kanada seit 1980 jedes Jahr in der Namensgebung vor. In den letzten 10 Jahren ist seine Popularität stark angestiegen, seit zwei Jahren befindet sich der Name in den Top-100.
Der Name wird in Australien seit 2016 immer beliebter und befindet sich seitdem in den Top-100. Im Jahr 2022 belegte er mit Rang 43 seine beste Platzierung. In Neuseeland befindet sich der Name seit 2008 fast jährlich in den Top-100 der Vornamenscharts.

### Deutscher Sprachraum
In Österreich zählt Leon seit 2001 zur Top-50 der Vornamenscharts. Er gewann an Beliebtheit, bis er sich um Rang 10 etablierte. Im Jahr 2021 erreichte der Name mit Rang 7 seine bislang höchste Platzierung, er wurde dabei an 1,5 % aller neugeborenen Jungen vergeben. Von 1984 bis 2023 wurde der Name etwa 13.100 Mal vergeben.
In der Schweiz wurde der Name seit 1930 jedes Jahr bei der Namenswahl berücksichtigt. Von 1930 bis zum Ende der 1950er Jahre war er geläufig, seine Beliebtheit ging aber stetig zurück. Danach zählte er nur noch zu den mäßig beliebten Vornamen. Der Name Leon stieg im Jahr 1999 in die Top-100 der Vornamenscharts ein und erreichte bereits 7 Jahre später die Top-10, die er seitdem nicht mehr verließ (Stand 2021). Im Jahr 2021 belegte er Rang 6 der Hitliste. Als bislang höchste Platzierung erreichte der Name im Jahr 2018 Rang 3.
In Deutschland wird der Name seit den 1980er Jahren vergeben und stieg rasch in den Vornamenscharts auf. Seit Ende der 1990er Jahre gehört er zu den Topnamen. Von 2007 bis 2010 stand er an der Spitze der Hitliste. Im Jahr 2021 erreichte Leon Rang 3 in den Vornamenscharts.

## Varianten

### Männliche Varianten
- Altgriechisch: Λέων Léōn, Λεόντιος Leóntios
- Armenisch: Լեւոն Levon
- Deutsch: Lion (eingedeutscht)
- Französisch: Léon, Léonce
  - Diminutiv: Léonel, Lionel
- Georgisch: ლევან Lewan
- Italienisch: Leone, Leonzio
- Litauisch: Leonas
- Portugiesisch
  - Diminutiv: Leonel
- Russisch: Леонтий Leontij
- Spanisch: León, Leoncio
  - Diminutiv: Leonel

### Weibliche Varianten
- Altgriechisch: Λεοντία Leontía
- Deutsch: Leona, Leontine
- Englisch: Leona, Leone, Leontyne
- Französisch: Léonce, Léone, Léonne, Léontine
- Latein: Leontina
- Tschechisch: Leona, Leontýna

Für weitere Varianten: siehe Leo#Varianten oder die entsprechende Vollform

## Namenstag
Der Namenstag von Leon wird nach Léon Gustave Dehon am 12. August gefeiert.

## Namensträger

### Personen der Antike
- Leon (Sparta) (6. Jahrhundert v. Chr.), spartanischer König
- Leon (Feldherr) (um 450 – 406 v. Chr.), ein athenischer Feldherr im Peloponnesischen Krieg
- Leon von Byzantion (4. Jahrhundert), Gesandter in Athen, Freund Platons
- Leon der Mathematiker, byzantinischer Gelehrter im 9. Jahrhundert
- Leon Diakonos, byzantinischer Geschichtsschreiber

### Armenische Könige
- Leon III. (Armenien), König von Kleinarmenien (1270–1289)
- Leon IV. (Armenien) (1289–1307), König von Kleinarmenien
- Leon V. (Armenien) (1309–1341), König von Armenien
- Leon VI. (Armenien) (1342–1393), letzter König von Kleinarmenien

### Personen der Neuzeit

#### Leon
- Leon Andreasen (* 1983), dänischer Fußballspieler
- Leon Bailey (* 1997), jamaikanischer Fußballspieler
- Leon Balogun (* 1988), deutsch-nigerianischer Fußballspieler
- Leon Boden (1958–2020), deutscher Schauspieler und Synchronsprecher
- Leon Clarke (* 1985), englischer Fußballspieler
- Leon Neil Cooper (1930–2024), US-amerikanischer Physiker
- Leon Draisaitl (* 1995), deutscher Eishockeyspieler
- Leon Fesser (* 1994), deutscher Fußballspieler
- Leon Goretzka (* 1995), deutscher Fußballspieler
- Leon Großvogel (1904–1943/44), polnisch-belgischer Kominternfunktionär und Résistance-Kämpfer
- Leon Guwara (* 1996), deutscher Fußballspieler
- Leon Haslam (* 1983), britischer Motorradrennfahrer
- Leon Heywood (1952–2014), australischer Snookerspieler
- Leon Jessen (* 1986), dänischer Fußballspieler
- Leon Kamin (1927–2017), US-amerikanischer Psychologe
- Leon Kirchner (1919–2009), US-amerikanischer Komponist
- Leon Körner (1892–1972), kanadischer Unternehmer
- Leon Milo (1956–2014), US-amerikanischer Komponist, Perkussionist und Klangkünstler
- Leon Oppenheimer (1841–1912), deutscher Arzt, Hochschullehrer, Hofrat
- Leon Pabst (* 1991), deutscher Handballspieler
- Leon Panetta (* 1938), US-amerikanischer Politiker
- Leon Payne (1917–1969), US-amerikanischer Country-Musiker und Songschreiber
- Leon Powe (* 1984), US-amerikanischer Basketballspieler
- Leon Pownall (1943–2006), kanadischer Schauspieler
- Leon Redbone (1949–2019), kanadischer Sänger und Gitarrist
- Leon Robinson (* 1962), US-amerikanischer Schauspieler
- Leon Russell (1942–2016), US-amerikanischer Sänger und Songschreiber
- Leon Selph (1914–1999), US-amerikanischer Western-Swing-Musiker
- Leon Spinks (1953–2021), US-amerikanischer Boxer
- Leon Stein (1910–2002), US-amerikanischer Komponist, Dirigent und Musikwissenschaftler
- Leon Sturm (* 2001), deutscher Pokerspieler
- Leon Tsoukernik (* 1973), tschechischer Unternehmer, Casinobesitzer, Pokerspieler und Kunstsammler
- Leon Ware (1940–2017), US-amerikanischer Soul- und R&B-Sänger, -Songschreiber und -Produzent
- Leon de Winter (* 1954), niederländischer Schriftsteller

#### Léon
- Léon Blum (1872–1950), französischer Politiker (Sozialist)
- Léon Bourgeois (1851–1925), französischer Staatsmann
- Léon Breitling (1860–1914), Schweizer Uhrmacher
- Léon Brillouin (1889–1969), französisch-amerikanischer Physiker
- Léon Degrelle (1906–1994), belgischer Politiker (Rexist)
- Léon Derny (1881–1963), französischer Automobil- und Motorradrennfahrer
- Léon Dufour (1780–1865), französischer Arzt und Naturforscher
- Léon Foucault (1819–1868), französischer Physiker
- Léon Gambetta (1838–1882), französischer Politiker (Republikaner)
- Léon Huber (1936–2015), Schweizer Nachrichtensprecher
- Léon Martin (1873–1967), französischer Politiker und Widerstandskämpfer
- Léon Phal (* 1991), französischer Jazz- und Fusionmusiker
- Léon Richer (1824–1911), französischer Feminist
- Léon Roche (1895–1944), französischer Politiker und Widerstandskämpfer
- Léon Rosenfeld (1904–1974), belgischer Physiker und Hochschullehrer
- Léon Rudnicki (1873–1958), französischer Maler, Illustrator und Dekorateur
- Léon Wieger (1856–1933), französischer Theologe, Mediziner, Sinologe, Autor
- Léon Wurmser (1931–2020), US-amerikanischer Psychiater, Psychoanalytiker und Autor
- Léon Zadoc-Kahn (1870–1943), französischer Mediziner; in Auschwitz ermordet

#### León
- León Abadías y Santolaria (1836–1894), spanischer Maler
- León de Castillo (* 1985), österreichisch-mexikanischer Tenor, Konzeptkünstler, Musikforscher und Intendant
- León Cortés Castro (1882–1946), Präsident von Costa Rica
- León Febres Cordero (1931–2008), ecuadorianischer Maschinenbauingenieur, Manager und Politiker
- León Ferrari (1920–2013), argentinischer Künstler
- León Genuth (1931–2022), argentinischer Ringer
- León Gieco (* 1951), argentinischer Musiker
- León Helm (* 1995), deutscher American-Football-Spieler
- León Antonio Herr (* 1945), kubanischer Radrennfahrer
- León Klimovsky (1906–1996), argentinischer Filmregisseur und Drehbuchautor
- León Mejía (* 1934), kolumbianischer Radrennfahrer
- León Angel Olano y Urteaga OFMCap (1891–1970), spanischer römisch-katholischer Ordensgeistlicher und Apostolischer Vikar von Guam
- León Orlandianyi (* 2001), österreichischer Schauspieler
- León Roldós (* 1942), ecuadorianischer Rechtsanwalt und Politiker
- León Schröder (* 1987), deutscher Schauspieler
- León Villa (* 1960), kolumbianischer Fußballspieler
- León Zuckert (1904–1992), kanadischer Geiger, Bratschist, Dirigent und Komponist ukrainischer Herkunft

Künstlername:
- Leon (* 1969), deutscher Schlagersänger